# 高福寿
高福寿（고복수，1911年—1972年），1911年出生于朝鲜日治时期的蔚山广域市，最初进入Columbia公司成为歌手。1934年以《他鄕살이》(他乡生活)而出道。后来有发行歌曲《沙漠の恨》（1935）、《짝사랑》（单恋）(1936年)，1939年与歌手黄琴心结婚。1958年退出歌坛，投资各种实业，结果都以失败而告终。1972年因食道炎在韩国首尔特别市去世，享年62岁。

## 代表作
- 《他乡生活》
- 《单恋》
- 《丰年颂》

## 來源
강옥희,이영미,이순진,이승희 (2006년 12월 15일). 《식민지시대 대중예술인 사전》. 서울: 소도. ISBN 9788990626264